# Apostolska nunciatura v Panami
Apostolska nunciatura v Panami je diplomatsko prestavništvo (veleposlaništvo) Svetega sedeža v Panami; ustanovljena je bila 30. septembra 1933.
Trenutni apostolski nuncij je Andrés Carrascosa Coso.

## Zgodovina
Nunciatura je bila ustanovljena iz dotedanje apostolske nunciature v Srednji Ameriki.

## Seznam apostolskih nuncijev
- Carlo Chiarlo (19. september 1933]] - ?)
- Luigi Centoz (3. december 1941–1952)
- Paul Bernier (1955–9. september 1957)
- Antonino Pinci (31. oktober 1961–1971)
- Edoardo Rovida (31. julij 1971–13. avgust 1977)
- Blasco Francisco Collaço (23. september 1977–26. julij 1982)
- José Sebastián Laboa Gallego (18. december 1982–21. avgust 1990)
- Osvaldo Padilla (17. december 1990–1994)
- Bruno Musarò (3. december 1994–25. september 1999)
- Giacomo Guido Ottonello (29. november 1999–26. februar 2005)
- Giambattista Diquattro (2. april 2005–21. november 2008)
- Andrés Carrascosa Coso (12. januar 2009–danes)